# 레스터 카니

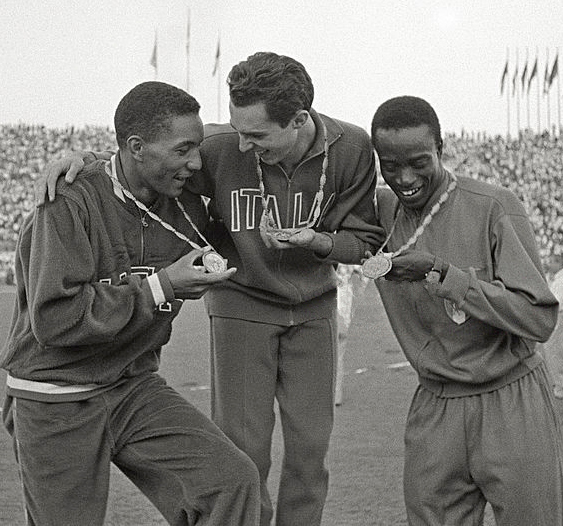
레스터 카니(왼쪽)

레스터 카니(Lester Carney, 본명: 레스터 넬슨 "레스" 카니, Lester Nelson "Les" Carney, 1934년 3월 31일 ~ )는 은퇴한 미국의 단거리 육상 선수로, 1960년 하계 올림픽 200m에서 올림픽 시합에서 그를 이겼던 두 팀원보다 앞서 은메달을 획득했다. 1959년 팬아메리칸 게임(Pan American Games)에서 이 종목에서 또 다른 은메달을 획득했다.
카니는 또한 오하이오 대학교에서 미식축구를 했다. 1958년에 볼티모어 콜츠에 의해 드래프트되었지만 프로 선수로 활약한 적은 없다. 스포츠에서 은퇴한 후 그는 오하이오주 애크런 (오하이오주)에 있는 M. 오닐 컴퍼니(M. O'Neil Co.) 백화점 체인에서 스포츠 용품 구매자로 일했다.
2015년 10월 2일, 오하이오주 윈터스빌에 있는 인디언 크릭 고등학교(구 윈터스빌 고등학교)는 올림픽 은메달리스트의 이름을 따서 새로운 육상 경기 이름을 지정했다. 이 필드는 현재 케틀웰 스타디움의 레스터 카니 트랙이다.